# Organisateur électronique

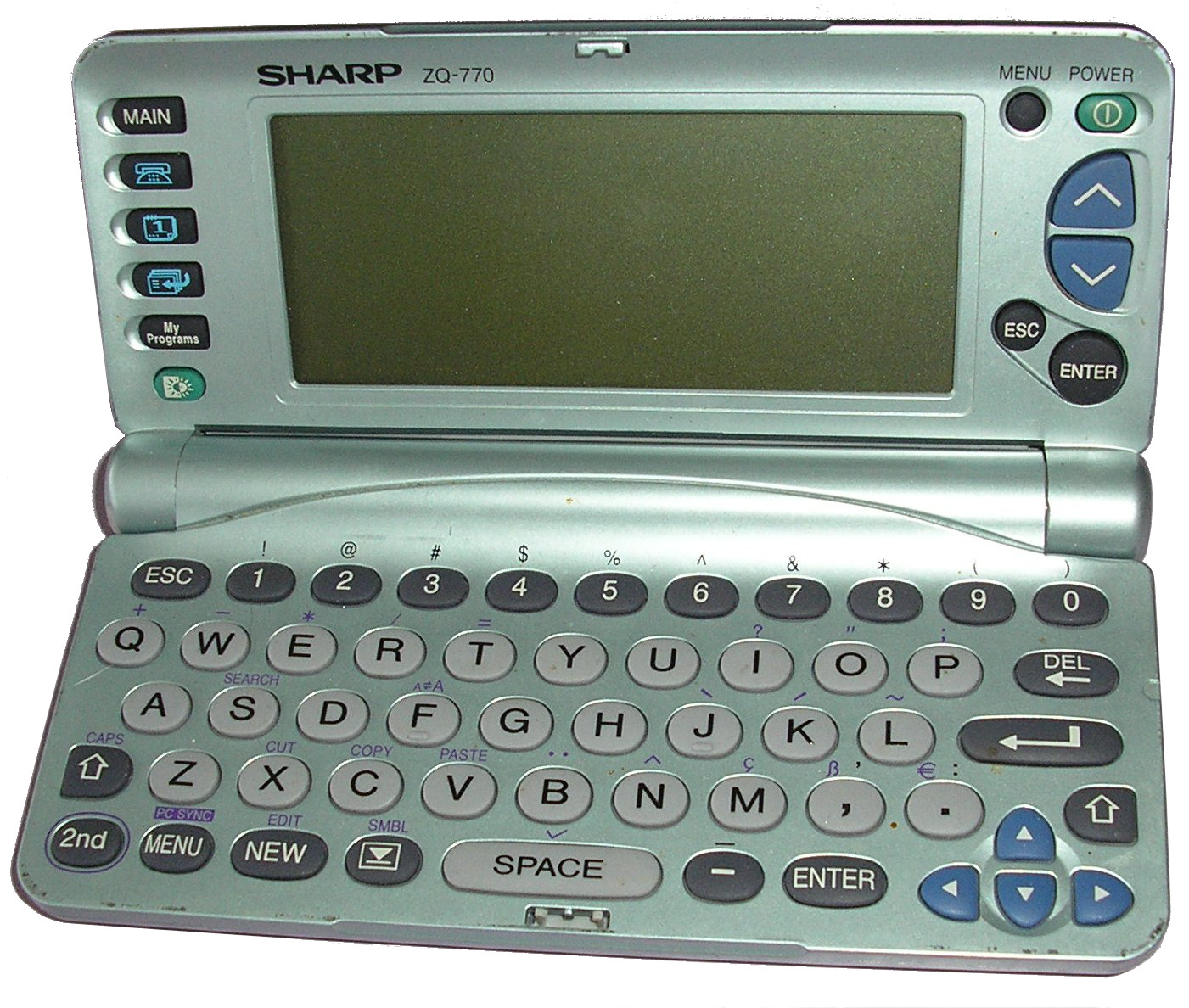
Un organisateur électronique Sharp modèle ZQ-770, vendu sous le nom de Sharp Wizard (traduction : Magicien Sharp) aux États-Unis.

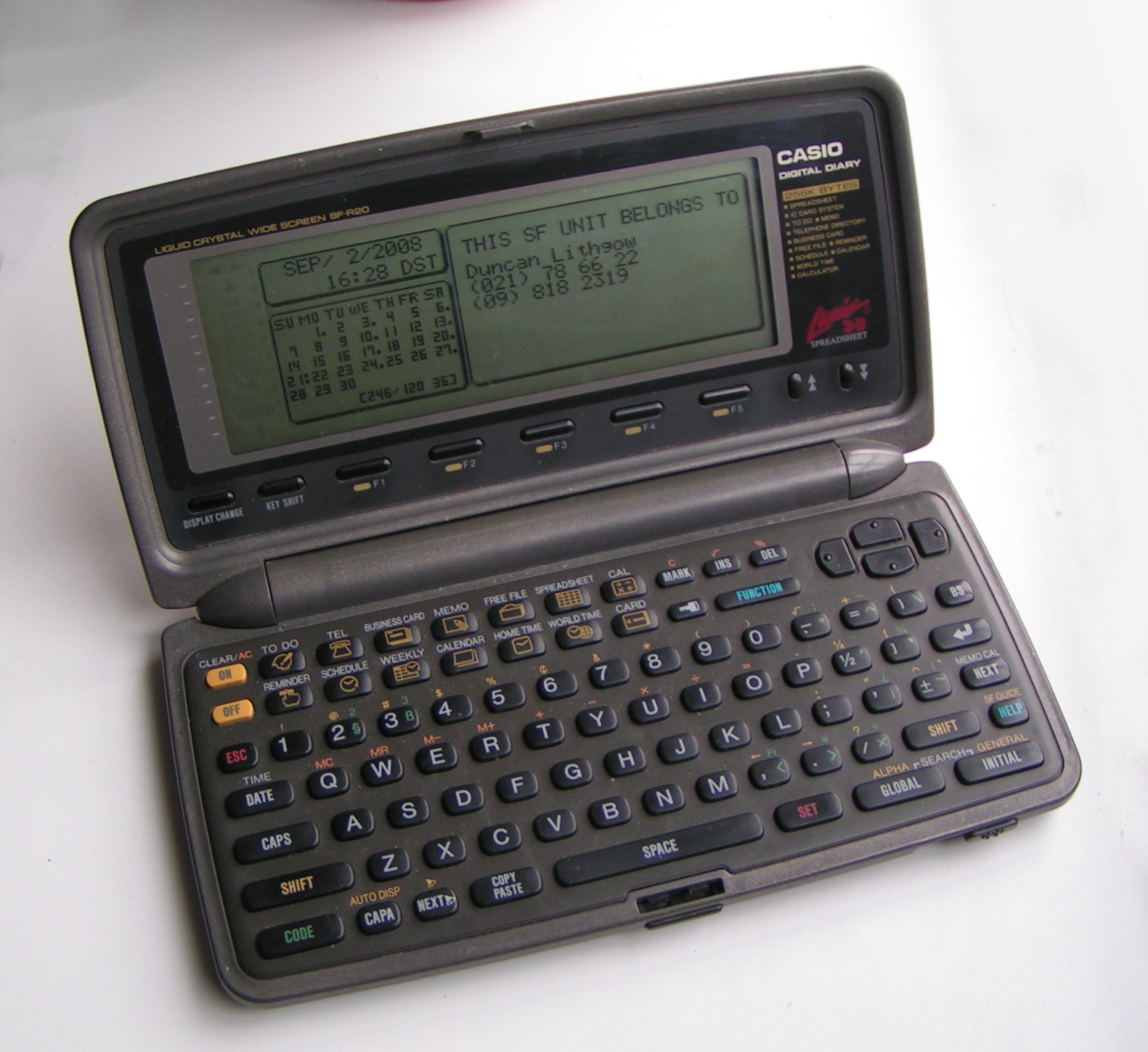
Un organisateur électronique Casio SF-R20 avec 256 Ko de mémoire RAM, datant d'environ 1993.

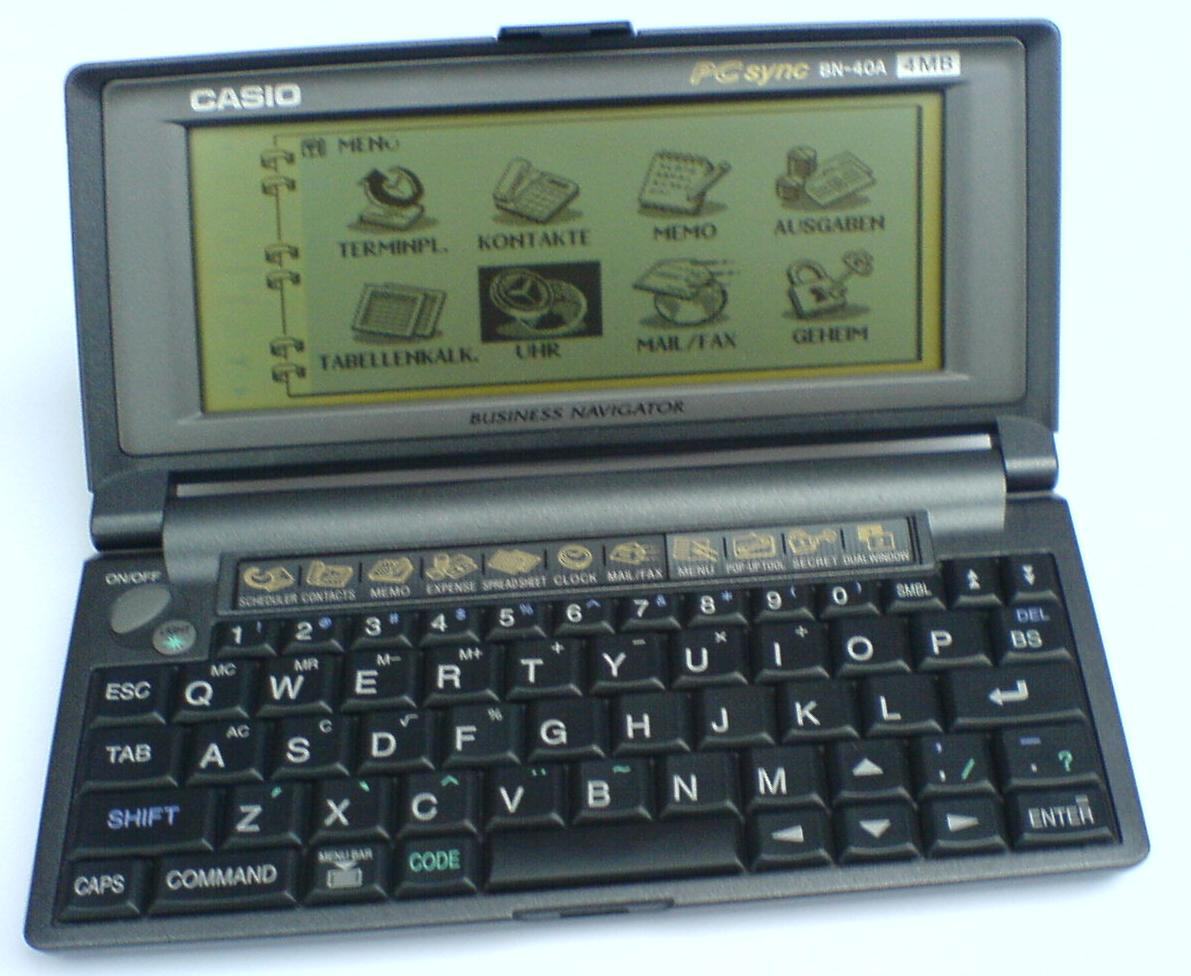
Un organisateur électronique Casio Business Navigator BN-40A.

Un organisateur électronique ou agenda électronique, (en anglais, electronic organizer) est un ordinateur de la taille d'une calculatrice, souvent doté d'une application d'agenda et des applications telles qu'un carnet d'adresses ou une liste de choses à faire. Il possède habituellement un petit clavier alphanumérique et un écran LCD d'une, deux ou trois lignes.
L'organiseur électronique a été inventé en 1975 par un homme d'affaires indien, Satyan Pitroda (en). Ce dernier est considéré comme l'un des pionniers de l'informatique mobile grâce à cette invention.
Les organisateurs électroniques étaient très populaires, notamment auprès des hommes d'affaires, dans les années 1990, mais en raison de l'arrivée des assistants personnels et, plus tard, des téléphones intelligents dans les années 2000 et 2010 respectivement, offrant tous davantage de fonctionnalités, les organisateurs électroniques ont disparu.

## Principaux fabricants
Plusieurs fabricants ont déposé des demandes de brevet pour des organisateurs électroniques. Casio a été un acteur majeur dans cette marché. Rolodex, qui était notamment connu pour ses classeurs rotatifs, Sharp, qui était surtout connu pour ses imprimantes et ses équipements audiovisuels, et Royal Electronics ont aussi largement contribué au marché des organisateurs électroniques.

## Fonctions
Les organisateurs électroniques possédaient des fonctions telles que :
- carnet d'adresses ;
- agenda, pour conserver la trace de ses rendez-vous ;
- mémo, pour enregistrer des données textuelles telles que des listes de prix, des horaires d'avion, etc. ;
- liste de choses à faire ;
- heure universelle, l'heure actuelle dans pratiquement tous les endroits du globe ;
- zone de mémoire secrète, pour préserver la confidentialité des données personnelles (une fois qu'un mot de passe est enregistré, les données sont verrouillées jusqu'à ce que le mot de passe soit utilisé pour accéder à la zone secrète) ;
- alarme ;
- conversion des unités de mesure ;
- conversion monétaire ;
- jeux vidéo, par exemple poker et blackjack.